# Los perros (canción)
«Los perros» es una canción de rock alternativo del grupo español Arde Bogotá incluida en su segundo álbum de estudio Cowboys de la A3 publicado en 2023. Fue lanzada como primer sencillo como presentación del disco el 26 de enero de 2023.
El tema constituyó un gran éxito en la carrera de la banda: entró en el top 100 de los sencillos más vendidos en España, consiguió el disco de platino, fue nominada en los Premios Grammy Latinos 2023 en la categoría de Mejor Canción de Rock y recibió el Premio Odeón y el Premio de la Academia de Música 2024 como mejor canción de rock; así como el Premio a la Canción del Año de la Academia de Música.
A la difusión de la canción contribuyó la remezcla realizada por los Djs Andrés Campo y K-Style, que fue pinchada en algunos de los principales festivales de techno del país.

## Contexto

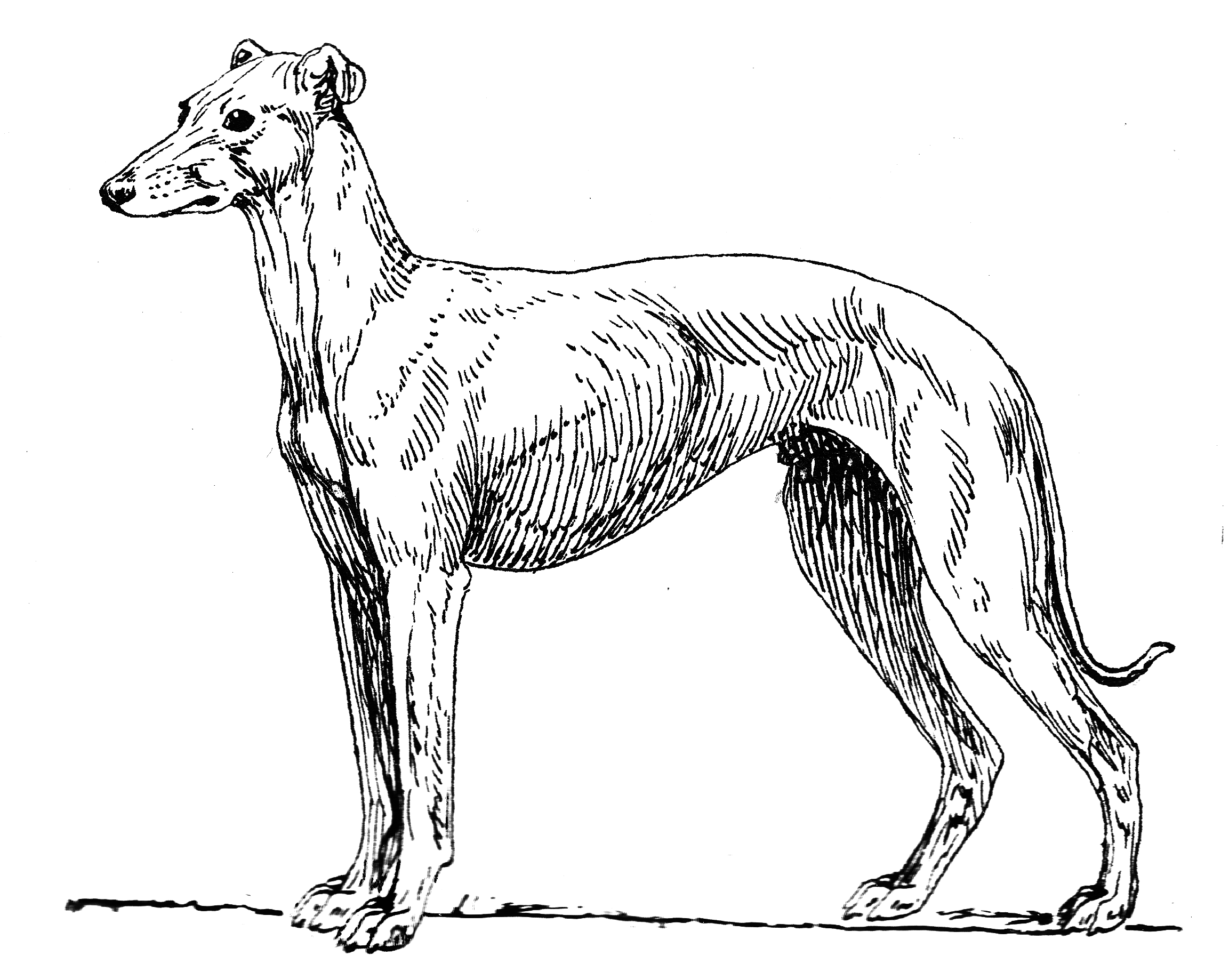
En consonancia con la temática de la canción, la portada del sencillo presentaba la silueta de dos galgos contrapuestos corriendo en sentido contrario.

Cowboys de la A3 fue el segundo álbum de estudio de Arde Bogotá, y fue lanzado el 12 de mayo de 2023 a través de Sony Music España. En el corte n.º 1 del álbum se situaba «Los perros», que inmediatamente fue elegido primer sencillo de un disco temático dedicado a los viajes y compuesto durante las giras de la banda.
La discográfica presentó la canción como «una canción 100% rock con toques groove, que habla sobre tener el valor y el coraje para mirar los desafíos a la cara y retarlos a que nos sigan el ritmo».
En la frase «soltad a los perros, porque me he escapado», se habla de una huida hacia la pasión, el placer y la felicidad personal, escapando de una fuerza opresora encarnada por los perros. Se trata de una metáfora sobre la búsqueda de la libertad y la huida de las restricciones de la vida o la sociedad. Durante esta persecución, el protagonista reafirma su voluntad de resistir y prolongar la lucha por la libertad personal. Aunque las fuerzas perseguidoras están encarnadas por los perros, en la segunda parte de la canción se insta también a soltar al elefante, al tigre, al tiburón y al galgo. En la parte final se repite la frase «valor, amor y cicatriz» como una motivación para asumir el coraje de enfrentar los desafíos y retarlos.
Según jenesaispop, los aspectos diferenciales de «Los perros» son la importancia de las guitarras, el giro en la estructura de la canción, la presencia en la letra de frases sonoras y potentes y el acertado uso del modo imperativo.

## Repercusión

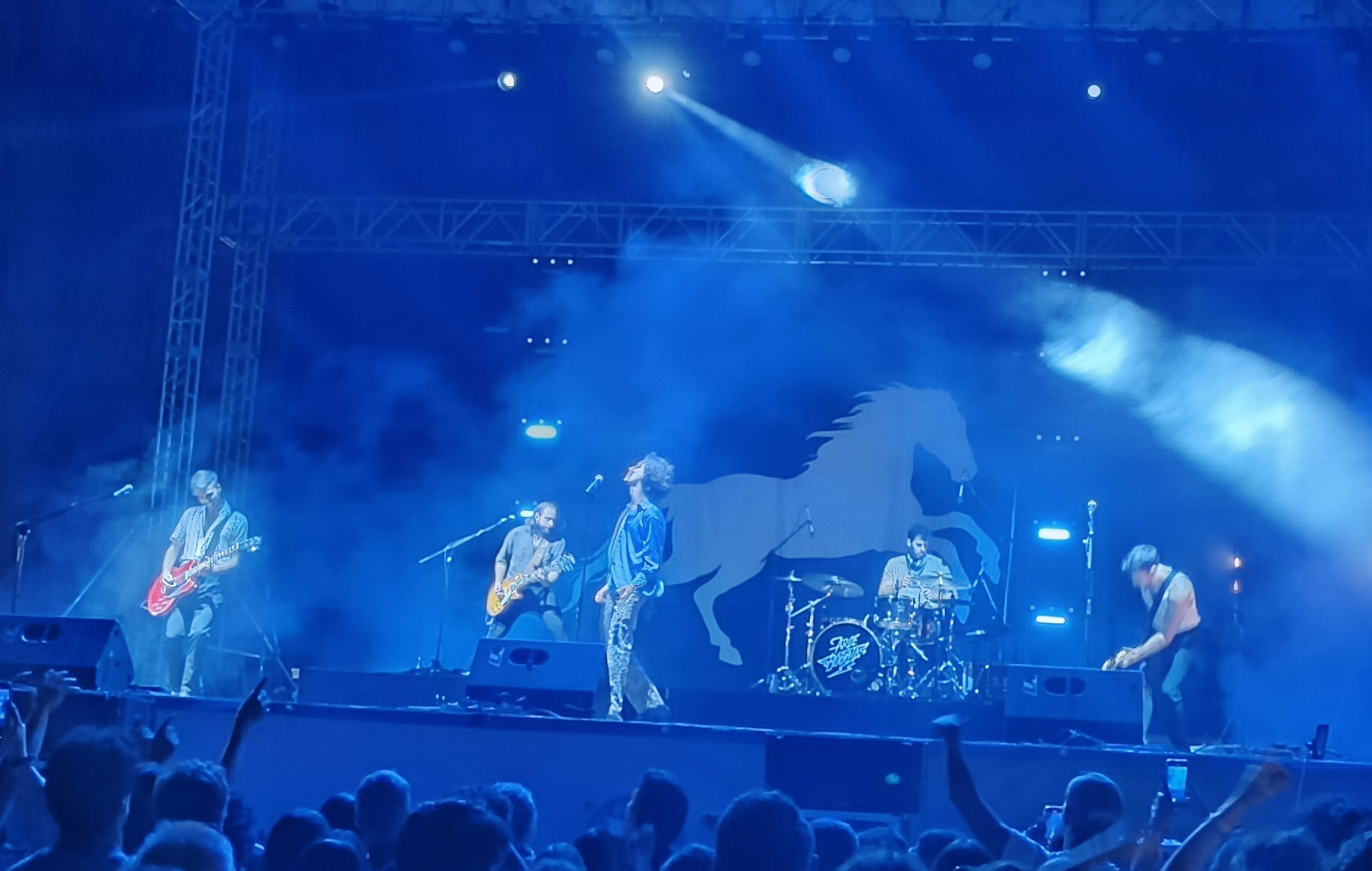
Actuación de Arde Bogotá en la plaza Mayor de Salamanca el 10 de septiembre de 2023, iniciada con «Los perros».

«Los perros» fue la canción de presentación del disco, y durante 2023 fue utilizada por la banda para abrir sus actuaciones en directo, tanto en salas como en los numerosos festivales a los que acudieron, entre los que destacaron el Bilbao BBK Live, Jazzaldia, Sonorama Ribera y Festival Gigante,
Arde Bogotá apareció interpretando en directo el tema en la apertura de la gala de entrega de los Premios Ondas 2023 el 22 de noviembre, y en versión acústica en el programa La resistencia el 11 de abril de 2024. Durante la Eurocopa 2024, la Federación Española de Fútbol utilizó la canción en redes sociales en un vídeo motivacional para la selección de fútbol de España que acabó proclamándose vencedora del torneo.
El inicio de la canción (soltad a los perros) se convirtió en una frase recurrente muy utilizada a nivel mediático durante su etapa de máxima audiencia.
El sencillo alcanzó el puesto 95 en el Top 100 Canciones de PROMUSICAE, y también la homologación como Disco de Platino por sus ventas y descargas.
Una de las claves del éxito de la canción fue la publicación de la remezcla realizada por los Djs Andrés Campo y K-Style, que fue pinchada en algunos de los principales eventos de techno del país. El remix tuvo un exitoso estreno en un festival en El Astillero, y fue compartido por los propios Djs con la banda, que se mostró muy satisfecha con el resultado y avaló su publicación a cargo de su compañía Sony España.

## Videoclip

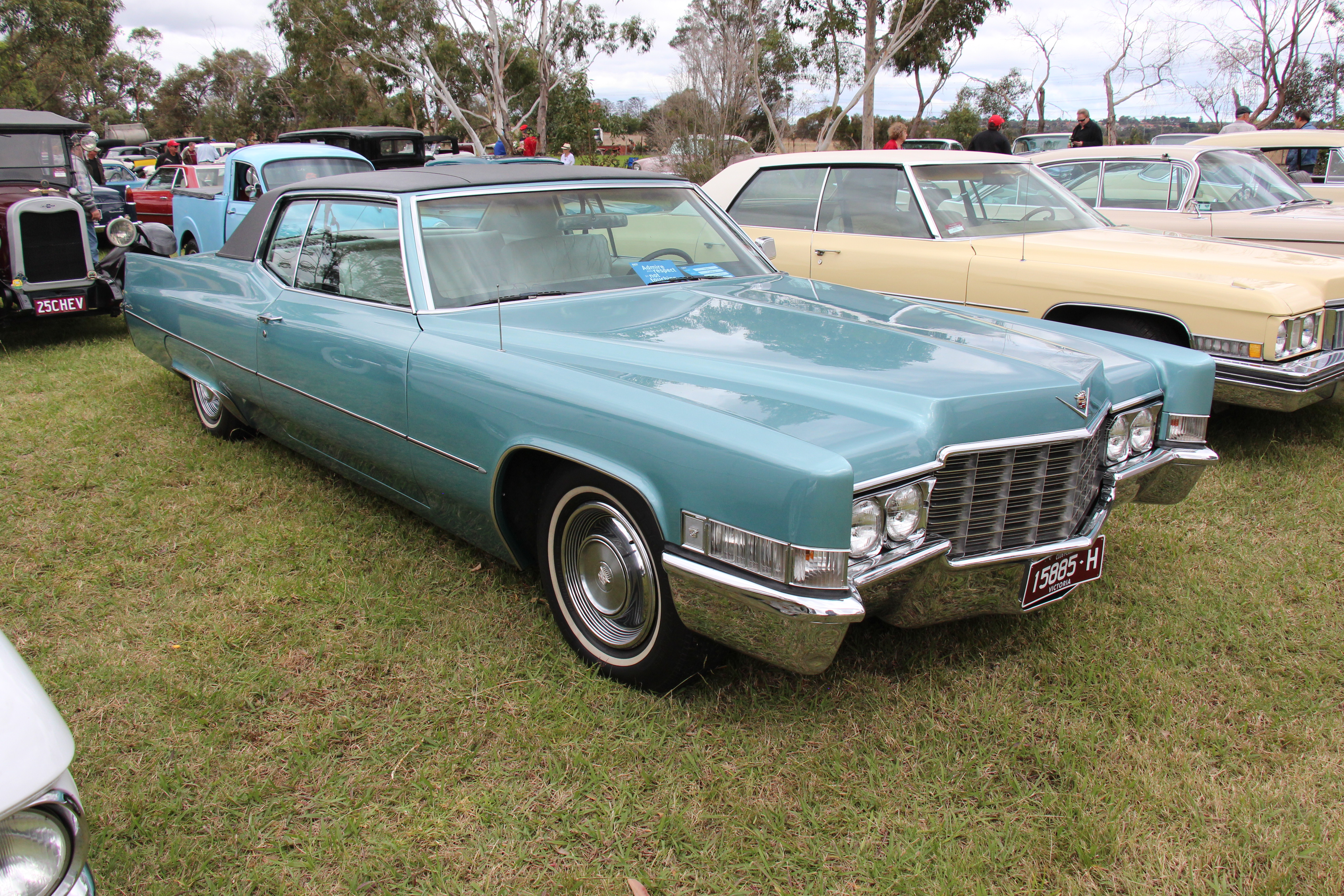
Las escenas de la huida del videoclip están rodadas con un clásico Cadillac DeVille convertible de 1969.

El videoclip de la canción fue dirigido por Óscar Noriega, y producido por Smart Factory World y Sony Music España. En el mismo aparecen los actores Adriana Jácome y David Dalí junto a los miembros de la banda, y alcanzó el puesto 45 en el ránking de videoclips de FilmAffinity de 2023 con una puntuación de 6,2.
La película narra el viaje de huida de una pareja de atracadores, y está rodada en el Aeródromo de Los Martínez del Puerto y otras localizaciones de Murcia y Cartagena. Se trata del primero de tres capítulos que fueron completados con «Cowboys de la A3» y «La salvación».

## Banda sonora
En octubre de 2024, se anunció que la canción formaría parte de la banda sonora de la película El instinto, apareciendo en los créditos.

## Premios y nominaciones
| Año  | Premio                                | Categoría             | Resultado |
| ---- | ------------------------------------- | --------------------- | --------- |
| 2023 | Premios Grammy Latinos 2023           | Mejor Canción de Rock | Nominado  |
| 2024 | Premios Odeón 2024                    | Mejor Canción de Rock | Ganador   |
| 2024 | Premios de la Academia de Música 2024 | Canción del Año       | Ganador   |
| 2024 | Premios de la Academia de Música 2024 | Mejor Canción de Rock | Ganador   |